# Joan Salvat Papasseit
Joan Salvat-Papasseit, come era conosciuto Joan Salvat i Papasseit (Barcellona, 16 maggio 1894 – Barcellona, 7 agosto 1924), è stato un poeta spagnolo, catalano di nazionalità.
È considerato il nome più importante del futurismo della lingua catalana e un importante agitatore culturale e promotore della poesia di avant-garde.